# دندان‌پزشکی ترمیمی
دندانپزشکی ترمیمی (Operative Dentistry) علم و هنر تشخیص، پیش آگهی و درمان ضایعاتی در دندان‌هاست که برای تصحیح آنها نیازی به ترمیمهای پوشش کامل (Full coverage) تاج دندان نیست. درمان‌های ترمیمی به ترمیم صحیح شکل، عملکرد و حفظ یکپارچگی دندان‌ها در ارتباط با بافت‌های سخت و نرم مجاور برمیگردد. موارد تجویز درمان ترمیمی بر اساس سه نیاز درمانی پوسیدگی، دندان‌های تغییر رنگ یافته، شکسته یا بد رنگ و جایگزینی ترمیم‌های قبلی است و شامل زیر رده‌های زیر می‌باشد:
- بررسی پوسیدگی‌ها
- مواد دندانی
- اصول تهیه حفره
- وسایل و تجهیزات
- کنترل عفونت
- تشخیص و طرح درمان
- ترمیم‌های همرنگ دندان
- ترمیم‌های آمالگام

1. ترمیم‌های پیچیده